# Hyperinsulinisme familial
L'hyperinsulinisme familial est une maladie génétique se manifestant par une hypoglycémie. Celle-ci peut être sévère survenant dès les premières heures de vie, ou survenant dans les premiers mois ou des manifestations peu parlantes entraînant un diagnostic tardif de cette maladie.
La forme néonatale se manifeste par une hypotonie, des convulsions, une difficulté alimentaire ou des pauses respiratoires. Dans les cas les plus sévères, l'hypoglycémie est manifeste ; dans les cas moins sévères, l'hypoglycémie est plus difficile à mettre en évidence. Les variations intrafamiliales de la maladie sont grandes.
Les individus porteurs de l'hyperinsulinisme à transmission récessive par mutation des gènes ABCC8 ou KCNJ11 présentent une macrosomie à la naissance et ont des hypoglycémies réfractaires au traitement médical. La moitié de ces individus sont porteurs d'une hyperplasie adénomateuse focale du pancréas dont seul l'ablation chirurgicale permettra de corriger l'hyperinsulinisme.
Les individus porteurs de l'hyperinsulinisme à transmission dominante ne présentent pas de macrosomie et l'hypoglycémie répond bien au traitement médical. La maladie ne se manifeste généralement que vers un an (fourchette de 2 jours à 30 ans).
Les individus porteurs de l'hyperinsulinisme par mutation des gènes GCK présentent des signes moins graves que ceux porteurs des mutations ABCC8 ou KCNJ11.
Le syndrome d'hyperinsulinisme et hyperammoniémie donne une hyperammoniémie modérée avec des hypoglycémies se manifestant tardivement dans la vie de l'individu. La mutation du gène GLUD1 n'est pas retrouvé dans tous les cas.
La mutation du gène HADHSC donne des manifestations légères.

## Sources
- (en) Benjamin Glaser, Familial Hyperinsulinism In GeneTests: Medical Genetics Information Resource (database online). Copyright, University of Washington, Seattle. 1993-2005